# Choi Chang Keun
Choi Chang Keun hay Choe Chang Geun (최창근; 崔昌根; Thôi Xương Căn, sinh năm 1941), còn được biết tới với tên C. K. Choi, là một võ sư taekwondo của Hàn Quốc, và là một trong mười hai đại võ sư taekwondo đầu tiên của Hiệp hội Taekwondo Hàn Quốc. Sau khi giải ngũ, Choe đến định cư ở Canada và dốc lòng vào việc truyền dạy võ thuật.

## Thiếu thời
Choe sinh năm 1941 tại Triều Tiên, trong khoảng thời gian quốc gia này vẫn còn nằm dưới sự đô hộ của Nhật Bản. Năm 1956, Choe bắt đầu luyện tập taekwondo và karatê trong quân ngũ dưới sự huấn luyện của Hong và Kim, sau đó ông lại được Woo Jong Lin, Giám đốc of Taekwondo của Tập đoàn quân số 1 Hàn Quốc huấn luyện võ thuật. Năm 1960, Choe Chang Geun đã đạt cấp bậc nhị đẳng huyền đai taekwondo. Năm sau (1961), ông tham gia giúp đỡ Choe Hong Hui trong việc kiến tạo ra bài quyền Giai Bá của hệ phái Taekwondo.
Năm 1962, Woo Jong Lin phong cấp bậc đai đen tam đẳng cho Choe Chang Geun. Cùng năm đó, Choe trở thành nhà vô địch taekwondo đầu tiên trên thế giới trong nội dung đối kháng và biểu diễn, đồng thời ông là nhà vô địch đầu tiên của giải đấu Thái Thủ Đạo thế giới (full contact, heavyweight, 3rd–5th dan division) năm 1963. Về sau ông trở thành một trong 12 võ sư đầu tiên trong Hiệp hội Taekwondo Hàn Quốc và bắt đầu dạy võ ở Malaysia. Trong khoảng cuối thập niên 1960 và thập niên 1970, Choe Chang Geun là một trong những thành viên chủ chốt của nhóm lưu diễn taekwondo vòng quanh thế giới của Choe Hong Hui.

## Canada
Năm 1970 Choe Chang Geun đến định cư ở Vancouver, Canada và mở trường dạy taekwondo tại đây. Ông cũng sáng lập câu lạc bộ taekwondo tại Đại học British Columbia vào khoảng thập niên 1970. Năm 1973, ông nhận cấp bậc thất đẳng huyền đai.
Năm 1980, Choe thiết kế biểu tượng của Liên đoàn Taekwon-Do quốc tế (ITF) mà về sau xuất hiện trên lưng áo võ phục của ITF. Năm sau, ông được Choe Hong Hui phong cấp bậc bát đẳng huyền đai, và đến năm 2002 ông nhận cấp bậc cửu đẳng huyền đai.
Là một Đại sư của hệ phái Taekwondo Chang Hon, Choe rất đau lòng trước cảnh phân ly của ITF. Ông nhiều lần nỗ lực kêu gọi thống nhất trở lại tất cả các tổ chức và thành viên của Liên đoàn Taekwon-Do quốc tế trên toàn cầu. Hiện ông vẫn tham gia công việc nghiên cứu, giảng dạy võ thuật, tổ chức các kỳ thi lên đai và giúp đỡ các võ sinh taekwondo.